# Marcin Grochowina

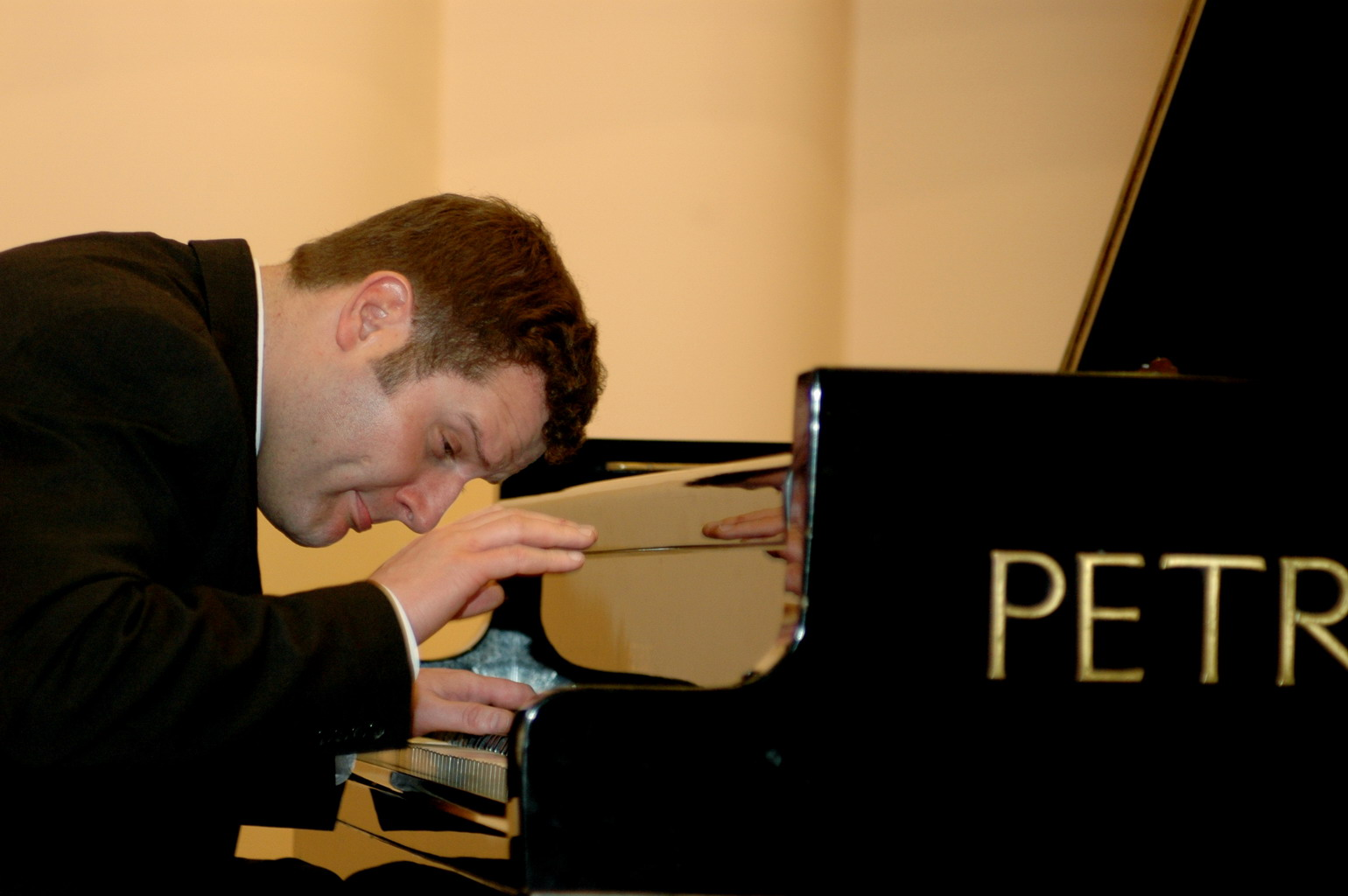
Marcin Grochowina.

Marcin Grochowina (* 1970 in Polen) ist ein polnischer Musiker, Pianist, Komponist.

## Werdegang
Grochowina spielte bereits im Alter von zehn Jahren im polnischen Rundfunk, mit vierzehn wurde er beim Wettbewerb des jungen Klavierkünstlers ausgezeichnet. Dies ermöglichte ihm das Studium im Musiklyzeum Katowice, einer Eliteschule, die viele namhafte Künstler hervorgebracht hat. Nach dem Musikabitur studierte er bis zum Diplom künstlerischer Reife an der Musikhochschule Freiburg. Dort war er von 1994 bis 2006 als Dozent tätig. Seit 2009 unterrichtet er Klavier am Konservatorium Bern. Inzwischen konzertiert er als Solist und Kammermusiker in mehreren Ländern Europas, den USA, Kanada und China.
Marcin Grochowina ist einer der ganz wenigen Konzertpianisten, die neben dem klassischen Repertoire auch den Jazz und die Improvisation auf hoher professioneller Ebene beherrschen. Mit ungewöhnlichen Programmen, etwa einem George-Gershwin-Projekt, Kompositionen aus dem KZ Theresienstadt u. a. versucht Grochowina, die Spezialisierung des Konzertbetriebes zu durchbrechen und die künstlerischen Gesten von Komposition und Improvisation sinnvoll miteinander zu verbinden. Sein im Südwestrundfunk aufgenommener Klavierabend Classic meets Jazz mit Werken von Ludwig van Beethoven, Frédéric Chopin, Duke Ellington und Miles Davis fand große Beachtung.
In den letzten Jahren profiliert sich Grochowina auch als Komponist von Film- und Hörspielmusik. Er war auch Pianist des Freiburger Modern Jazz-Ensembles Whisper Hot, mit dem er auch wichtige Cross-Over-Projekte präsentierte, etwa zum 250. Todestag Bachs in Leipzig, mit dem Freiburger Barockorchester.
Im Jahr 1999 auf Einladung von Yehudi Menuhin nahm er am Konzert Menuhin for MUS-E teil. In zahlreichen Projekten wie z. B. Beethoven und Improvisation, Miles to Mozart, "Komposition-Inspiration-Improvisation" entwickelt sich Marcin Grochowina als Pianist, der "die Brücken schlägt".
Im Sommer 2006 und 2008 spielte er im großen Finale des Menuhin Festivals in Gstaad Tout le monde du violon.
2005 und 2006  hat er einen Meisterkurs in der Musikhochschule Shenyang und Dalian (China) geleitet.
Marcin Grochowina ist der Preisträger des internationalen ZMF-Festivals Freiburg 2009.
Er betreibt unter dem Namen jazzijazzful einen persönlichen YouTube-Kanal, auf dem er vorwiegend Jazz-Covers veröffentlicht.
Er spielte u. a. mit Ewa Bem, Magdalena Rezler-Niesiołowska, Michał Urbaniak, Nigel Kennedy, Adam Taubitz, Felix Borel, Volker Biesenbender, Titi Winterstein, Barbara Thompson, Wolfgang Fernow, Michael Küttner, Paulo Cardoso, Judy Roberts und Fabien Ruiz.